# Подгорное (Бурятия)
Подго́рное — село в Бичурском районе Республики Бурятии Российской Федерации. Входит в сельское поселение «Топкинское».

## География
Расположено на правом берегу реки Чикой, в 55 км западнее районного центра, села Бичура, в 19 км к северо-западу от центра сельского поселения — села Топка.

## Население
| 2002 | 2010 |
| ---- | ---- |
| 98   | ↘28  |

## Инфраструктура
Личное подсобное хозяйство с зоной сельскохозяйственного использования, индивидуальная застройка усадебного типа.

## Транспорт
Просёлочные дороги.